# Paralelo 45 N

Sinal que anuncia o paralelo 45 N em Nova Hampshire, Estados Unidos.

O Paralelo 45 N é um paralelo no 45° graus a norte do plano equatorial terrestre.
O paralelo 45º Norte é frequentemente tido como estando a "meio caminho" entre a linha do equador e o Polo Norte, mas a verdade é o ponto de meio caminho está efectivamente na latitude 45°08'38,5"N, 16,2 km (10,1 milhas) a norte do paralelo 45 N, porque a Terra é achatada nos polos, isto é, é melhor aproximada por uma forma elipsoidal que esférica.

## Dimensões
Conforme o sistema geodésico WGS 84, no nível de latitude 45° N, um grau de longitude equivale a 78,847 km. A extensão total do paralelo é portanto 28.385 km, cerca de 71% da extensão do Equador, da qual esse paralelo dista 4.985 km, distando 5.017 km do polo norte.

## Cruzamentos
Começando pelo Meridiano de Greenwich e tomando a direção leste, o paralelo 45° Norte passa por:
| País, território ou mar         | Notas |
| ------------------------------- | --- |
| França                          | Aquitânia (passa a norte de Bordéus) Midi-Pyrénées Auvergne Ródano-Alpes (passa a sul de Grenoble) Provença-Alpes-Costa Azul           |
| Itália                          | Piemonte (passa a sul de Turim) Lombardia Emília-Romanha (passa a sul de Placência) Vêneto                                             |
| Mar Adriático                   | Golfo de Veneza |
| Croácia                         | Ístria e ilhas de Cres e Krk, e novamente a parte continental                                                                          |
| Bósnia e Herzegovina            | Norte do país |
| Croácia                         | |
| Sérvia                          | Passa a norte de Belgrado e na Voivodina                                                                                               |
| Roménia                         | Passa a norte de Ploieşti; por Târgu Jiu                                                                                               |
| Mar Negro                       | |
| Ucrânia                         | Crimeia - passa a norte de Simferopol, e a sul de Teodósia                                                                             |
| Mar Negro                       | |
| Rússia                          | Passa na Calmúquia; a sul de Krasnodar e de Stavropol;                                                                                 |
| Mar Cáspio                      | |
| Cazaquistão                     | Mangystau |
| Uzbequistão                     | Caracalpaquistão (república autónoma)                                                                                                  |
| Mar de Aral                     | |
| Uzbequistão                     | Ilha Vozrojdenia |
| Mar de Aral                     | |
| Cazaquistão                     | Qyzylorda Cazaquistão do Sul Zhambyl Almaty                                                                                            |
| China                           | Karamay, Xinjiang (região autónoma) |
| Mongólia                        | Govi-Altay Bayankhongor Övörkhangay Dundgovi Dornogovi                                                                                 |
| China                           | Mongólia Interior |
| Mongólia                        | Sükhbaatar |
| China                           | Mongólia Interior Jilin Heilongjiang; Lago Khanka                                                                                      |
| Rússia                          | Krai de Primorsky; ao norte de Vladivostok                                                                                             |
| Mar do Japão                    | |
| Japão                           | Ilha de Hokkaidō |
| Mar de Okhotsk                  | |
| Ilhas Curilhas                  | Ilha de Iturup, administrada pela Rússia, reclamada pelo Japão                                                                         |
| Oceano Pacífico                 | |
| Estados Unidos                  | Oregon Idaho Montana fronteira Montana / Wyoming (aproximadamente) Dakota do Sul Minnesota Wisconsin (passa em Minneapolis/Saint Paul) |
| Lago Michigan                   | |
| Estados Unidos                  | Michigan |
| Lago Huron                      | |
| Canadá                          | Península Bruce, Ontário |
| Lago Huron                      | Baía Georgiana |
| Canadá                          | Ontário |
| Fronteira Canadá-Estados Unidos | Quebec / Nova Iorque Quebec / Vermont (aproximadamente)                                                                                |
| Estados Unidos                  | New Hampshire Maine |
| Baía Passamaquoddy              | |
| Canadá                          | Ilha Deer, New Brunswick |
| Baía de Fundy                   | |
| Canadá                          | Nova Escócia |
| Oceano Atlântico                | |
| França                          | Aquitânia |

## Na Europa

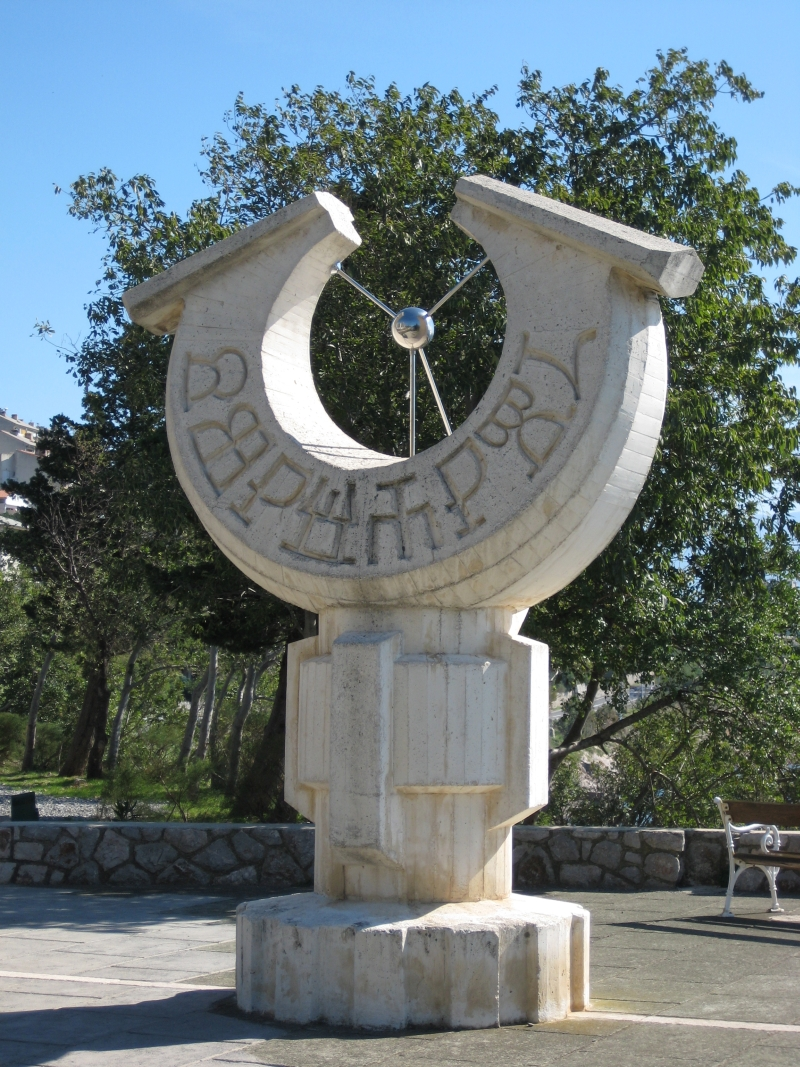
Relógio de sol na 45 Paralelamente — Senj, Croácia.

Na Europa, o paralelo 45 N estende-se do Golfo da Biscaia a oeste até à costa da Rússia no Mar Cáspio a leste. Na Rússia vai da costa oeste do Mar Cáspio para a costa leste do Mar Negro, através da Calmúquia, Krai de Stavropol e sua capital Stavropol, e Krai de Krasnodar e sua capital Krasnodar. Na Ucrânia atravessa a Crimeia e sua capital Simferopol.
Mais para oeste passa através dos Balcãs: Roménia (a norte de Ploieşti, e através da Târgu Jiu), a Sérvia na província autónoma da Voivodina, a ponta leste da Croácia, o extremo norte da Bósnia e Herzegovina, e uma secção do Mar Adriático na Croácia.
No norte da Itália é aproximadamente paralelo ao Rio Pó, passando a sul de Turim antes de passar para França nos Alpes Cócios.
No sul da França, atravessa o Rio Ródano a norte de Valence (Valença do Ródano). Na autoestrada A7 (França) está marcada  uma área de serviço chamada "Aire de Pont de l'Isère / Latitude 45 '". O paralelo segue em todo o Maciço Central e na região da Aquitânia. A cidade de Bordéus fica um pouco a sul do paralelo.

## Na Ásia
O paralelo passa em vastas extensões do Oceano Pacífico Norte antes de passar através do Parque Nacional Rishiri-Rebun-Sarobetsu sobre a ponta norte de Hokkaido, norte de Japão. Continua através da parte norte do Mar do Japão, tocando o continente asiático na costa do Krai de Primorsky na Rússia, a norte de Vladivostok.
No Lago Khanka entra no nordeste da China, passando a sul da cidade de Harbin em Heilongjiang e até parte de Jilin e Mongólia Interior. Corta o sul da Mongólia onde atravessa as províncias de Sükhbaatar, Dornogovi (e a sua capital Sainshand), Dundgovi, Övörkhangay, Bayankhongor, Govi-Altay, e Khovd. No noroeste da China passa através da Prefeitura Autónoma Ili Cazaque em Xinjiang e da cidade de Karamay.
O paralelo atravessa o sul do Cazaquistão, na interseção da cidade de Burylbaytal na ponta sul do Lago Balkhash e a cidade de Qyzylorda ainda mais a oeste. Na fronteira com o Uzbequistão corta o Mar de Aral e a zona tóxica na Ilha Vozrozhdeniya, de um sítio de um laboratório abandonado soviético de armas biológicas. Passa no extremo norte do Planalto Ustyurt, entrando novamente no Cazaquistão antes de cortar toda a ponta norte do Mar Cáspio, na Europa e Rússia.

## Na América do Norte

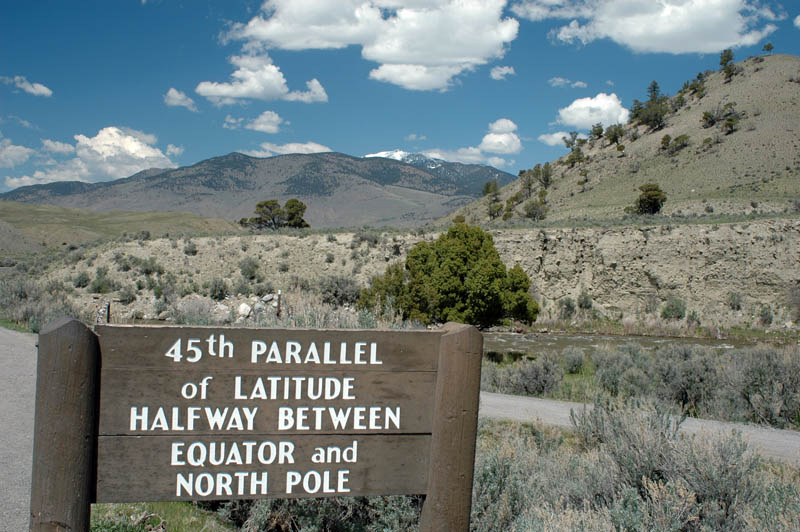
Sinal que anuncia o paralelo 45 N no Parque Nacional de Yellowstone.

Na América do Norte, o 45º paralelo marca a fronteira Canadá-Estados Unidos entre o rio São Lourenço e o rio Connecticut, além das fronteiras norte dos estados de Nova Iorque e Vermont com a província do Quebec, no Canadá, em que o paralelo é às vezes chamado de "linha do Canadá". O atual limite de Vermont reside cerca de 1 km a norte do paralelo devido a um erro cartográfico. A fronteira aqui intersecta o Lago Champlain, que é partilhado pelos dois países, com a maior parte do lago situado nos Estados Unidos.
O paralelo 45º torna-se ainda em fronteira entre Montana e Wyoming. Também atravessa os estados de Oregon, Idaho, Dakota do Sul, Minnesota, Wisconsin, Michigan, Vermont, New Hampshire e Maine, e passa através das províncias canadenses de Ontário, Quebec, Nova Brunswick e Nova Escócia.
Em Michigan, no Condado de Grand Traverse há muitos guias e sinais a descrever o local como estando a meio caminho entre a linha do equador e o Polo Norte. Quando a Baía Grand Traverse diminui o nível além do normal, é possível sair para estar no ponto preciso.
Mais a oeste, a linha praticamente corta a região metropolitana de Minneapolis-St. Paul. Em St. Paul, a Larpenteur Avenue (que é a palavra em francês que significa "inspector") corre ao longo do paralelo 45ºN e o centro da linha leste-oeste da Broadway Avenue, no nordeste de Minneapolis foi deliberadamente estabelecido pelos urbanistas para ser coincidente com o 45º paralelo (ou seja, quem estiver de pé no meio da rua está literalmente parado no paralelo). Na Região Oeste dos Estados Unidos, o paralelo atravessa as Grandes Planícies e as Montanhas Rochosas, e intersecta o Oceano Pacífico na costa do Oregon. Ao longo de todos os Estados Unidos, o paralelo é marcado em muitos lugares nas estradas por um sinal anunciando que a localização é o meio caminho entre o Pólo Norte e a linha do equador.